# Phuket
Phuket (in thailandese ภูเก็ต, trascrizione IPA: [pʰūːkèt]) è la più grande isola della Thailandia e si trova sul mar delle Andamane, nei pressi della costa ovest della penisola malese. A nord è collegata alla terraferma dal lungo ponte stradale Sarasin.
Le sue importanti risorse naturali comprendono falesie calcaree ricche di stagno, famose spiagge, tranquille baie e foreste tropicali che fanno di Phuket la più ricca, più turistica e più popolare tra le isole della Thailandia del Sud. È conosciuta nel Paese anche come la perla delle Andamane o la perla del sud.

## Nome
L'antico nome con cui Phuket era conosciuta è il malese Ujang Salang, in cui ujang significa capo (in precedenza era una penisola) e Salang potrebbe riferirsi al nome che i malesi davano ai moken, i cosiddetti zingari del mare presenti a Phuket dall'antichità. I portoghesi che arrivarono nel XVI secolo storpiarono questo nome in Junk Ceylon. Nel XIX secolo si intensificarono le estrazioni di stagno nella zona montuosa sud-orientale, il porto destinato all'esportazione del metallo si sviluppò e fu chiamato Bukit, termine malese che significa montagna. In seguito i thai storpiarono questo nome in Phuket, che divenne la città più grande dell'isola. La ristrutturazione amministrativa di fine Ottocento di re Rama V tolse il potere al signore locale, insediato a Thalang, e fece della città di Phuket la sede del governatore, nominato da Bangkok; negli anni successivi l'intera isola prese nome Phuket.

## Geografia
Il suo territorio ha una superficie di 543 km² e copre la maggior parte della provincia di Phuket (590 km²), che comprende numerose isole minori. La lunghezza totale, lungo l'asse nord-sud, è 48,7 km e la larghezza massima è di 21,3 km. Si trova circa 862 km a sud della capitale Bangkok. È in buona parte pianeggiante con montagne sparse facenti parte della catena di Phuket, che si estende per 400 km, ha inizio dal fiume Khura Buri, nella parte settentrionale della provincia di Phang Nga e termina nel sud dell'isola. La montagna più elevata dell'isola è il Khao Mai Thao Sip Song con i suoi 529 metri s.l.m.. Non vi sono veri e propri fiumi, ma diversi ruscelli che arrivano a mare.
Il centro abitato più popoloso è la città di Phuket, situata nella zona sud-orientale. Le spiagge più frequentate dai turisti si trovano sulle coste occidentali e meridionali, mentre sulla costa orientale le spiagge sono fangose, hanno poche strutture ricettive e non ci sono molti turisti.

## Storia

### Antichità
È stato ipotizzato che nel passato il territorio oggi conosciuto come Phuket fosse un grande promontorio e che in seguito ad eventi naturali si sia staccato dalla terraferma. Fu descritta per la prima volta nella Geografia di Claudio Tolomeo nel II secolo. I suoi primi abitanti furono i Negritos, dediti alla caccia e raccolta, costretti a rifugiarsi nelle giungle con l'arrivo di etnie mongoloidi tra il 2800 a.C. e il 3000 a.C.. Alcuni antichi manufatti in pietra e vasellame di quel periodo rinvenuti a Phuket sono conservati nel museo di Storia di Thalang, il vecchio capoluogo, che si trova nel nord dell'isola. Tra i primi di questi nuovi popoli che arrivarono vi furono i Mon e i Malesi, a cui si aggiunsero i Moken, che nel loro vagabondare per mare spesso si fermarono a Phuket e che sono i più antichi tra gli abitanti originali a vivere tuttora nell'isola. Lo stagno, che si trova in grandi quantità nel granito della catena di Phuket, ha avuto un'importanza centrale nello sviluppo storico sociale ed economico locale. Quando nell'età del bronzo fu scoperto che fondendo rame e stagno si otteneva il prezioso e malleabile bronzo, i ricchi giacimenti di Phuket cominciarono ad essere conosciuti anche in Paesi lontani.
Con l'infittirsi dei commerci tra India ed Estremo Oriente, vi furono i primi resoconti risalenti al I secolo dei viaggi di navigatori indiani in cui viene descritta Phuket, a quel tempo uno scalo marittimo. Le possibilità di sviluppo delle ricche ed incolte terre ad Oriente stimolò l'indianizzazione del Sud-est asiatico, che coinvolse anche la penisola malese e Phuket, dove una versione locale dell'Induismo divenne la religione primaria tra il V secolo a.C. ed il VII secolo. L'economia locale trasse giovamento dal commercio tra Cina e Occidente che attraversava la penisola malese nei dintorni di Phuket per evitare le aggressioni dei pirati presenti nello stretto di Malacca. Oltre allo stagno, molti erano i prodotti esportati da Phuket tra cui spezie, avorio, nidi di rondine, legname, rattan e ambra grigia.

### Arrivo dei Siamesi
Tra i primi regni che estesero la loro influenza sul raja di Phuket vi furono prima Pan Pan, attorno al IV secolo, e poi Tambralinga e Srivijaya, che controllavano le rotte commerciali passanti attraverso la penisola. Altri Stati che ebbero l'egemonia su Phuket furono l'Impero Khmer, la confederazione Dvaravati dei Mon e il Regno di Pagan dei Birmani nel XII e nella prima parte del XIII secolo. Con il declino di Srivijaya e Pagan, Tambralinga riprese il controllo della zona per un breve periodo, nel quale diffuse il buddhismo theravada, prima di cadere a sua volta sotto l'influenza dei Siamesi di Sukhothai, che si erano resi indipendenti dall'Impero Khmer verso la metà del XIII secolo. I Siamesi furono il primo dei popoli tai a fondare un grande Stato nella regione e in breve tempo ebbero il controllo su buona parte della penisola malese. Il secolo successivo emerse il Regno di Ayutthaya, un altro Stato dei Siamesi che costrinse Sukhothai al vassallaggio e prese il controllo delle sue mueang triburarie, compresa Thalang di Phuket. Nakhon Si Thammarat, il nuovo nome di Tambralinga, divenne il principale referente di Ayutthaya per la penisola malese e Phuket fu posta sotto la sua giurisdizione. Nella storia locale fu comunque importante l'influenza esercitata dai raja di Kedah i quali, malgrado fossero tributari di Ayutthaya, secondo alcuni storici controllarono Phuket fino agli inizi dell'Ottocento.

### Contatti con l'Islam e con gli Europei
Nella prima metà del XV secolo fu fondato il Sultanato di Malacca, il primo grande Stato islamico della regione, che grazie alla protezione dell'Impero cinese fu in grado di assicurarsi l'indipendenza dai Siamesi, di espandersi, di diffondere la religione sunnita e di promuovere traffici in tutta la penisola. Da quel momento, molti furono gli abitanti di Phuket che si sono convertiti all'islam sunnita, ma il suo raja rimase vassallo dei buddhisti Siamesi. Anche gli abitanti rimasero in prevalenza buddhisti, ma erano lasciati liberi di convertirsi. Nel 1511 Malacca fu conquistata dai Portoghesi, che firmarono quindi accordi con il Siam e furono autorizzati a commerciare liberamente nella penisola. Nei decenni successivi aprirono diverse agenzie nei porti della costa ovest e molti si stabilirono a Phuket, dove l'agenzia fu fortificata e venne fondata una missione gesuita, anche se l'architettura di quel periodo andò distrutta durante le successive invasioni birmane. Molti colonizzatori si unirono e procrearono con le donne di Phuket, mentre alcuni marinai rinnegati portoghesi infestarono le acque della zona con atti di pirateria.
All'inizio del XVII secolo vi fu una forte immigrazione di Cinesi in fuga dal proprio Paese per le devastazioni che portarono all'affermazione della dinastia Qing. Molti si stabilirono a Phuket, dove portarono nuove tecniche estrattive e la produzione di stagno aumentò considerevolmente con lo sfruttamento di nuovi giacimenti. Negli anni successivi la Compagnia olandese delle Indie orientali sostituì i Portoghesi nel controllo dello stretto di Malacca e nei commerci con il Siam, che aveva accentuato il controllo sulla costa ovest della penisola, dove la densa giungla rendeva difficile gli spostamenti. Re Narai affidò agli Olandesi il monopolio per l'estrazione dello stagno a Phuket, ma questi furono costretti a rinunciarvi per i gravi sabotaggi messi in atto dalla locale élite. L'eccessiva intromissione degli Olandesi nelle vicende siamesi portò Narai ad allearsi con i Francesi ed affidò loro il monopolio, ma anch'essi incontrarono difficoltà nello sfruttarlo. Il sovrano Siamese nominò inoltre un Francese governatore di Phuket. Con la rivolta di palazzo che ebbe luogo alla morte di Narai nel 1688, il cortigiano Phetracha usurpò il trono ed espulse dal Siam tutti i militari, commercianti e dignitari Francesi. L'anno successivo i Francesi tentarono invano di rientrare in Siam occupando Phuket e inviando missive di riconciliazione al re, ma si ritirarono definitivamente a fine anno. Il governo passò negli anni successivi a locali uomini d'affari Cinesi, i giacimenti di stagno furono quasi del tutto abbandonati e, con l'assenza delle guarnigioni difensive europee, la pirateria tornò ad essere un problema centrale per Phuket e le aree circostanti.

### Invasioni birmane

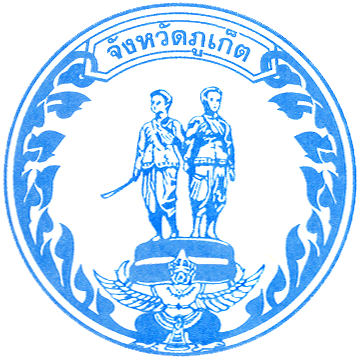
Lo stemma odierno della provincia di Phuket, in cui sono raffigurate le sue eroine Chan e Muk

Con la distruzione di Ayutthaya per mano dei birmani nel 1767, il Siam fu riunificato da re Taksin nel Regno di Thonburi, al quale succedette il Regno di Rattanakosin fondato nel 1782 da re Rama I, capostipite della dinastia Chakri. Gli attacchi dei birmani si ripetevano da oltre un ventennio e Rama I pose subito Phuket e tutte le province della penisola malese sotto la giurisdizione del Ministero della Guerra (กลาโหม, kalahom), mentre prima erano controllate dal Ministero degli Affari Esteri (พระคลัง, phraklang). La nuova invasione birmana del Siam avvenne nel 1785 con quella che è conosciuta come la guerra dei nove eserciti, tante furono le armate impiegate dai birmani per attaccare su nove fronti diversi. L'armata meridionale giunse a Phuket per mare in marzo e pose sotto assedio la capitale Thalang, dove il governatore era morto da poco e non era stato rimpiazzato. La difesa fu quindi organizzata da Chan, moglie del governatore, e la di lei sorella Muk; la città resistette un mese all'assedio dei birmani, che rimasero senza scorte e furono costretti a ritirarsi. Alla fine del conflitto, vinto dai siamesi, Rama I premiò il coraggio delle due sorelle conferendo loro i titoli nobiliari Thao Thepkasattri e Thao Sri Sunthorn.
Nel periodo successivo le nuove guerre tra birmani e siamesi si svolsero più a nord, e a Phuket fu in quegli anni riorganizzata la produzione e l'esportazione dello stagno. La nuova invasione birmana colpì Phuket nel 1809. Thalang capitolò il 15 agosto dopo un assedio durato 9 giorni e gli abitanti che non riuscirono a fuggire furono trucidati o deportati. I birmani attaccarono nuovamente Thalang in novembre e poi ancora in dicembre, dopo aver preso il villaggio portuale di Tha Ruea, l'odierna città di Phuket. L'assedio durò 27 giorni e Thalang cadde per la seconda volta il 13 gennaio 1810 con nuovi massacri, fughe nella giungla e deportazioni dei suoi abitanti. Un altro assedio a Thalang fu invece respinto nei primi mesi del 1811.

### Ricostruzione per mano delle locali comunità cinesi

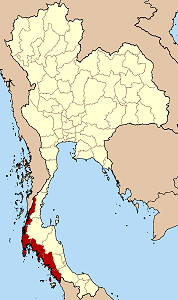
Il monthon di Phuket nel 1915, comprendente i territori delle odierne province di Ranong, Phang Nga, Phuket, Krabi, Trang e Satun

Le ripetute invasioni decimarono la popolazione dell'isola e di conseguenza ne bloccarono l'economia. Grazie all'iniziativa dei cinesi di Phuket l'economia ripartì con l'arrivo di molti nuovi immigrati cinesi che riportarono la produzione di stagno a livelli anche superiori a quelli raggiunti prima delle invasioni. Lo sviluppo dell'economia favorì quindi anche il trasferimento di siamesi nella zona di Tha Ruea, il porto dove si concentrava lo stagno estratto nell'isola per essere esportato. Buona parte di questi cinesi era di etnia hokkien e provenivano da Penang, che divenne il principale partner commerciale di Phuket. Sotto la guida cinese, il piccolo villaggio portuale divenne la caotica città di Tongkah e nel 1853 divenne il capoluogo della provincia di Phuket, soppiantando Thalang. Buona parte delle case con cui fu ampliata vennero costruite secondo l'architettura cinese in uso a quel tempo a Penang, definita sino-portoghese.
Nel 1894 Phuket divenne un monthon, la nuova unità amministrativa che metteva in secondo piano le province promossa da re Rama V per centralizzare lo Stato. Nel 1902 fu eletto governatore di Phuket l'uomo d'affari sino-thai Phraya Ratsada Khaw Sim Bee, che aveva contribuito al benessere degli abitanti di Phuket e allo sviluppo dell'economia isolana, e che per i suoi meriti è considerato il padre della Phuket moderna. Anch'egli proveniente da Penang, tra le molte iniziative che prese vi fu nel 1901 l'introduzione nell'isola degli alberi della gomma, che sarebbe diventata la principale coltura dell'intera Thailandia del Sud. Assegnò inoltre diritti per lo sfruttamento dello stagno ai britannici, che introdussero nuovi metodi di estrazione al posto di quelli usati dai cinesi, diventati obsoleti. Il continuo ampliamento delle aree di estrazione dello stagno portò nell'isola diverse grandi compagnie europee del settore, che interagirono con i cinesi e acquisirono una grande fetta del mercato locale. Nel 1940 vi fu la maggior produzione di stagno con 44 551 tonnellate, e quell'anno Phuket fu il maggior produttore mondiale.
I figli nati dalla mescolanza razziale tra i notabili cinesi e le donne thai di Phuket sono chiamati baba e hanno dato vita a una cultura tipica dell'isola ispirata a quella dei peranakan, figli di cinesi e malesi nei britannici Stabilimenti dello Stretto, in particolare quelli della raffinata Penang, pur mantenendo caratteristiche proprie. I più ricchi tra i baba davano in sposi i propri figli a donne cinesi o mezze cinesi, preferibilmente a quelle di Penang. La cultura cinese fu preservata con importanti templi e scuole dove l'insegnamento fu inizialmente svolto in lingua hokkien. I legami tra Penang e Phuket, tradizionalmente mantenuti con spostamenti via mare, iniziarono ad allentarsi verso la metà del XX secolo con il miglioramento della rete stradale e ferroviaria thai, quando gli scambi commerciali diventarono più comodi da Penang con Hat Yai e da Phuket con Bangkok. Diminuirono ulteriormente negli anni successivi quando fu affidato a una compagnia thai il monopolio per estrarre lo stagno, che da allora fu esportato a Bangkok invece che a Penang, e quando la stessa Penang perse lo status di porto franco.

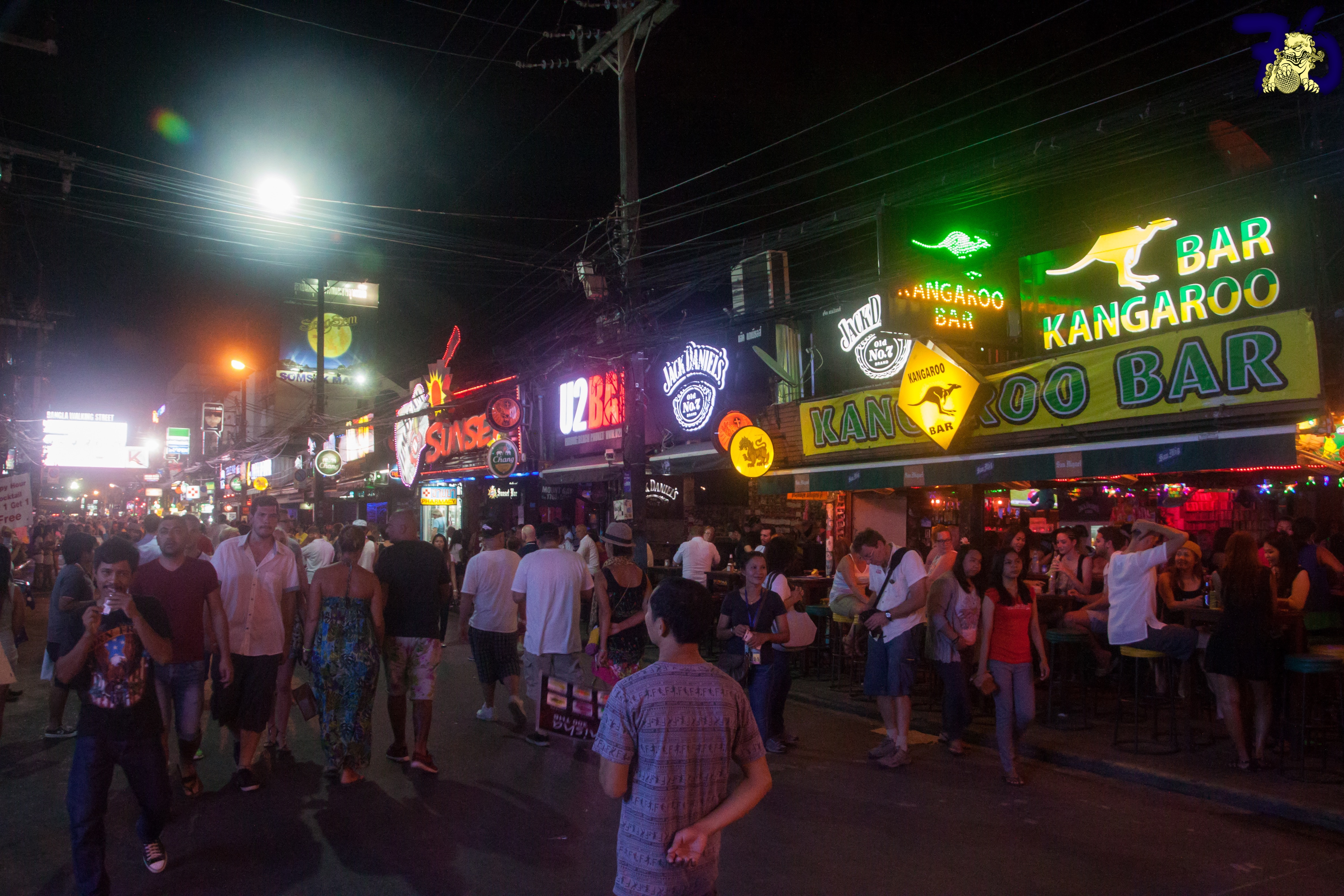
Vita notturna a Patong

### Il boom del turismo
Con i primi voli diretti da Bangkok all'Europa all'inizio degli anni settanta, Phuket divenne una delle mete più visitate dai nuovi turisti. Verso il 1980 vi fu il crollo del prezzo dello stagno nei mercati internazionali e da allora l'economia insulare si è basata principalmente sul crescente numero di turisti, oltre che sullo sfruttamento degli alberi della gomma. Il turismo e gli investimenti stranieri a Phuket ebbero una grande spinta in seguito alla crisi finanziaria asiatica del 1997, quando la svalutazione del baht portò stranieri ad acquistare migliaia di nuove case per la villeggiatura, una tendenza che si sarebbe protratta per diversi anni. Il boom dell'edilizia ha portato con sé una serie di servizi che hanno creato grandi benefici economici, in particolare un sensibile aumento dei posti di lavoro.
Lo tsunami del 26 dicembre 2004 che si è abbattuto sulla sua costa occidentale, ha causato moltissime vittime. La sciagura ha inizialmente provocato una flessione del turismo che negli anni successivi ha ripreso a crescere imponendo lo sviluppo delle strutture ricettive con nuovi alberghi e con l'ampliamento ultimato nel 2016 dell'aeroporto locale, che era stato inaugurato nel 1976 e nel 2012 aveva registrato 9,5 milioni di arrivi.

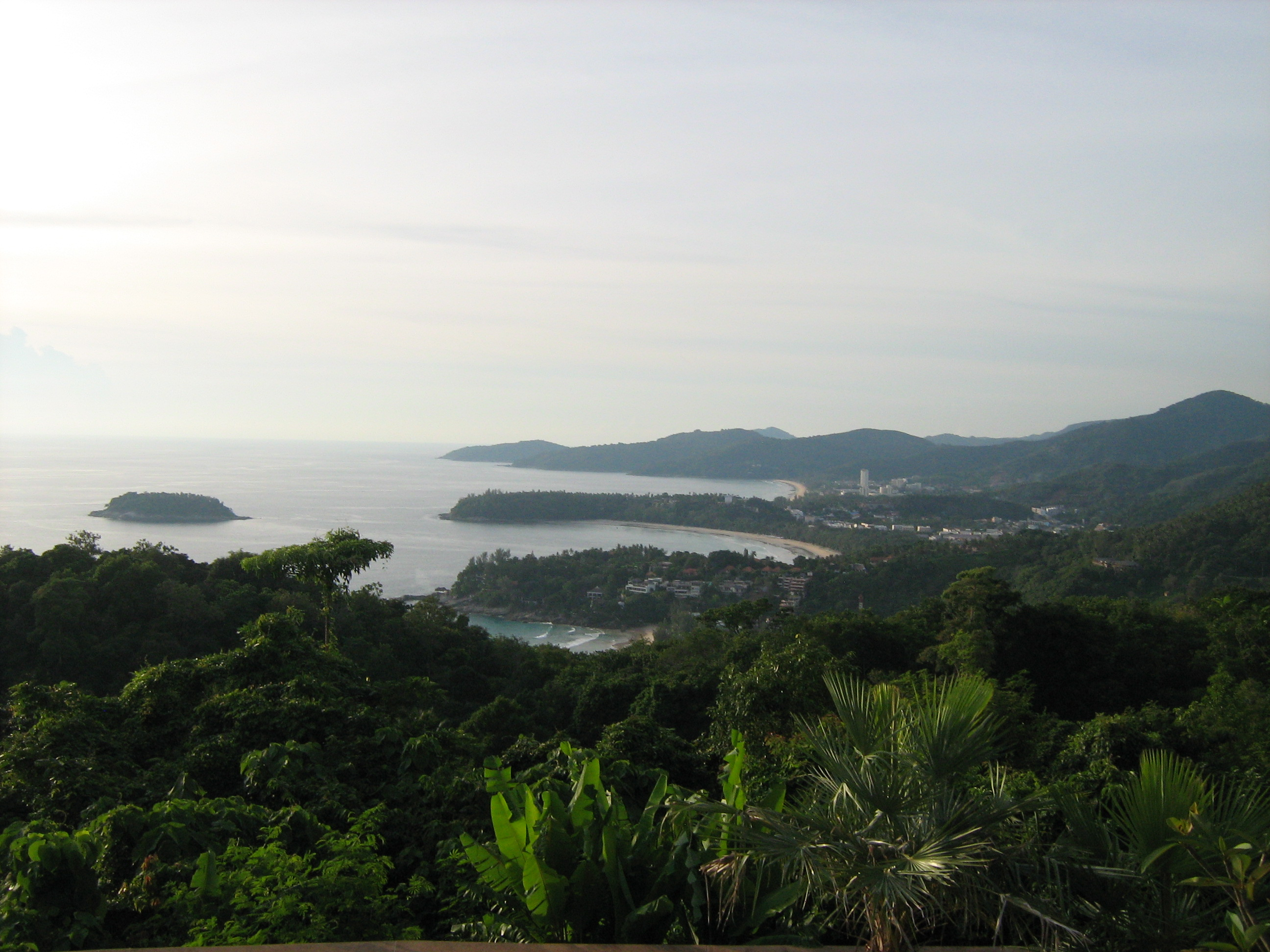
Giungla sopra la spiaggia di Karon

## Economia

### Agricoltura e foreste
Una delle più importanti risorse agricole di Phuket è la coltivazione degli alberi della gomma, che ebbe inizio nei primi anni del XX secolo. Questa attività e quella dello sfruttamento dei giacimenti di stagno dal XIX secolo, entrambe diffuse su larga scala, hanno contribuito alla deforestazione dell'isola. Le giungle che in passato si estendevano ovunque si trovano ora quasi esclusivamente sui rilievi.

### Attività estrattive
L'estrazione dello stagno è stata una delle risorse naturali su cui si è basata l'economia di Phuket fin dall'antichità, quando si iniziò ad utilizzarlo per produrre il bronzo. Le attività estrattive ebbero un'impennata verso la metà del XIX secolo dopo la scoperta delle proprietà del metallo nella conservazione dei cibi e la sua conseguente diffusione. Fu in questo periodo che giunsero in massa immigrati cinesi per lo sfruttamento dei giacimenti, che si trovavano ovunque nell'isola. Il loro apporto in termini di manovalanza ha contribuito a cambiare il paesaggio, dimezzando molte montagne, scavando nelle valli dove c'era la giungla e anche lungo la costa e sotto il mare. La produzione di stagno ha invece subito un brusco rallentamento a partire dalla fine del XX secolo, quando il suo prezzo nei mercati internazionali si dimezzò.

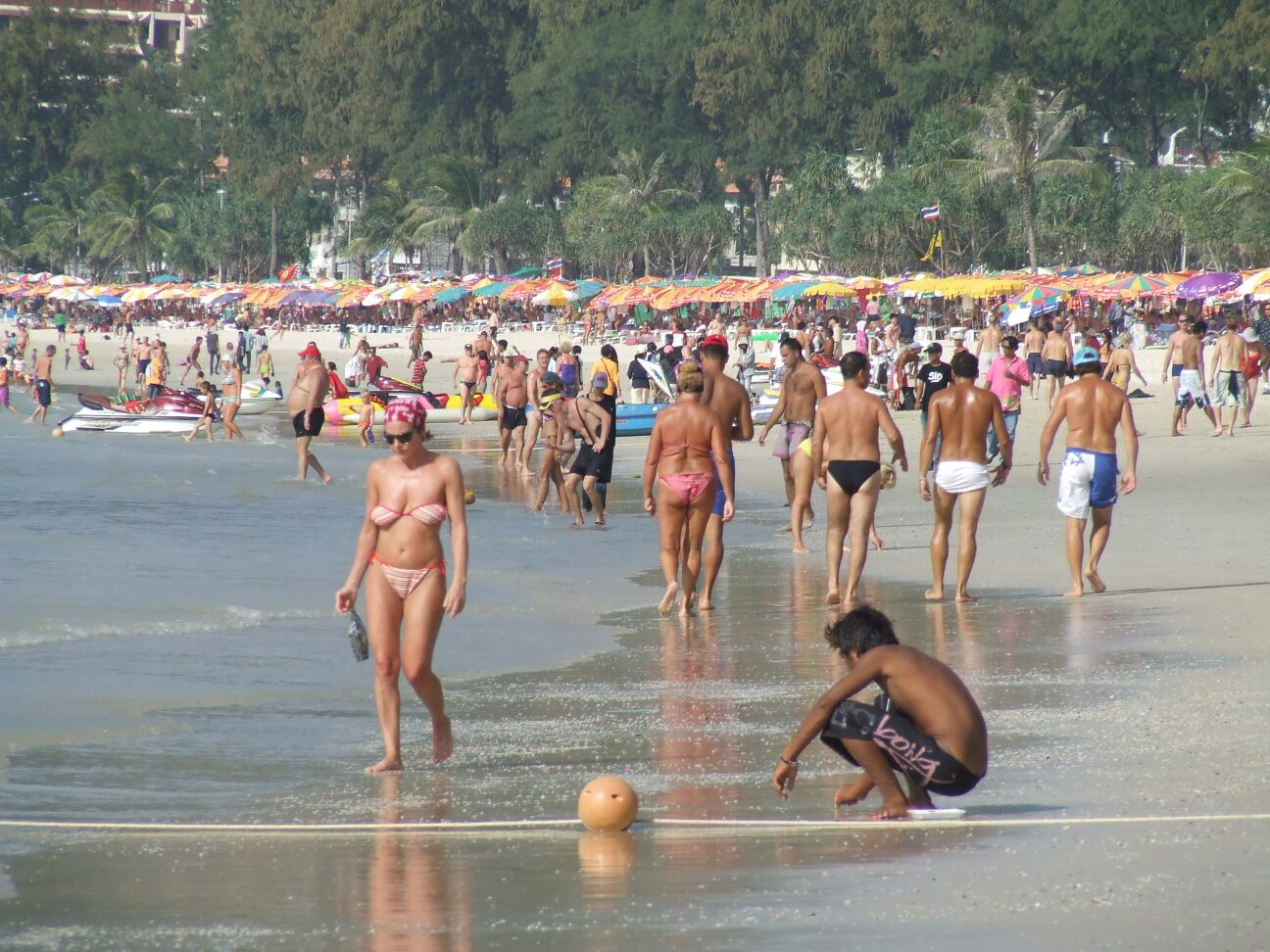
Spiaggia di Patong nel 2006

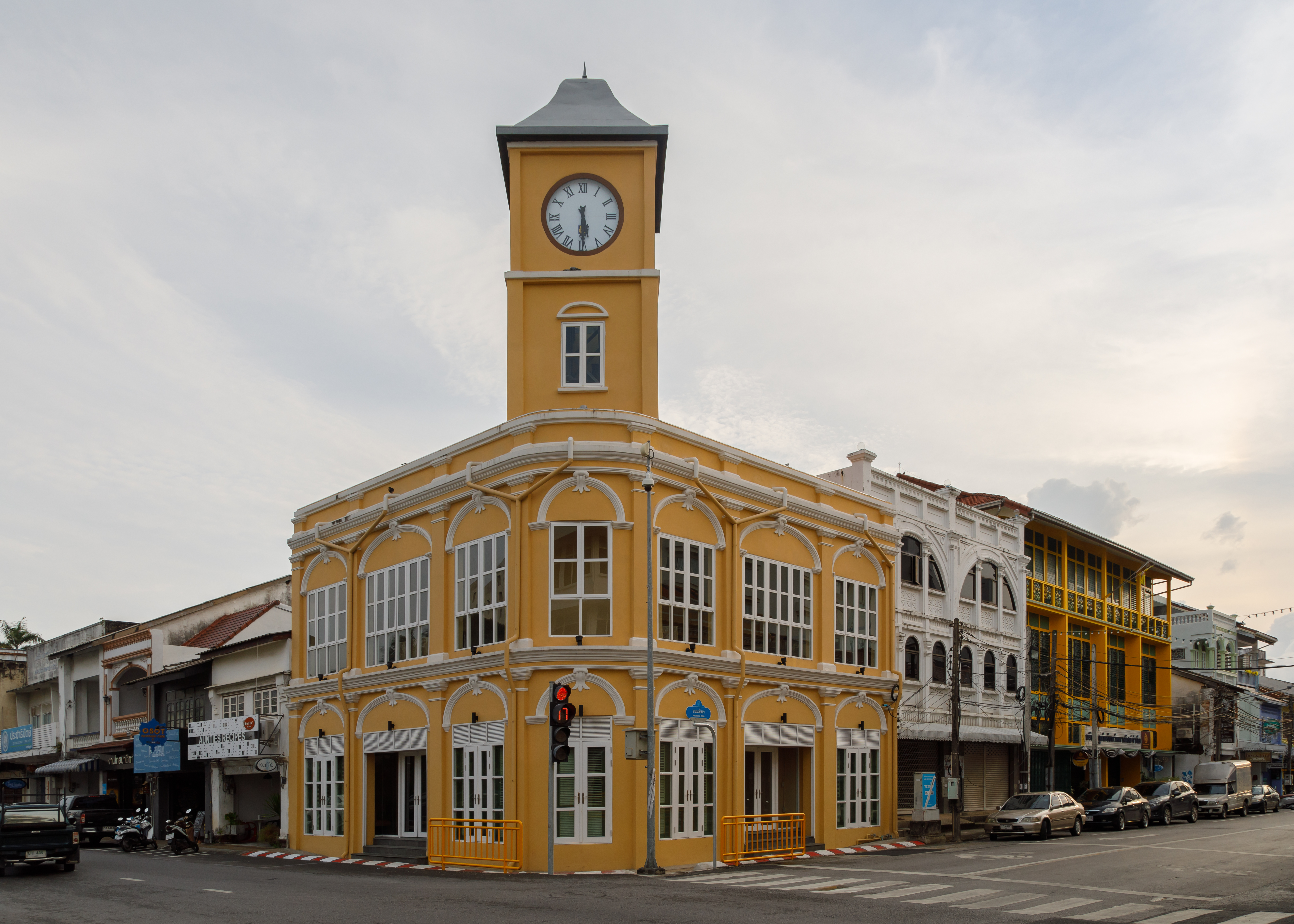
Architettura sino-portoghese nella Città di Phuket

### Turismo
Le bellezze naturali dell'isola e le infrastrutture create per il turismo hanno attratto un crescente numero di villeggianti a Phuket dalla seconda metà del XX secolo. Una momentanea flessione degli arrivi si registrò dopo le devastazioni portate sulle spiagge occidentali dallo tsunami del 2004. Si è calcolato che a partire dal 2016, con l'ampliamento dell'aeroporto, l'isola sia in grado di accogliere 11 milioni di turisti all'anno, anche in virtù delle numericamente adeguate strutture ricettive come le molte case per vacanze e alberghi che stanno riempiendo le maggiori spiagge. Questi numeri non hanno in quel periodo trovato riscontro per quanto riguarda lo sviluppo sostenibile e, secondo fonti governative, tra i problemi irrisolti vi sono quelli connessi con l'igiene, il degrado del patrimonio pubblico e delle risorse naturali, lo smaltimento dei rifiuti, il consistente aumento del traffico, la vendita agli stranieri e il vertiginoso aumento dei prezzi dei terreni ecc., che rischiano di compromettere il futuro delle nuove generazioni locali.
La più grande e importante località turistica è Patong, che ha una spiaggia particolarmente lunga ed è attrezzata con moltissime strutture ricettive e locali dove si concentra la maggior parte della vita notturna dell'isola, nonché centri commerciali, mercati e negozi popolari per lo shopping. A sud di Patong si trovano altre spiagge famose come Karon, Kata Yai, Kata Noi. A nord vi sono Kamala, Surin, Bang Tao ecc. Nell'estremo nord della costa ovest e vicine all'aeroporto vi sono le spiagge di Nai Yang e la meno frequentata Mai Khao, nei pressi delle quali si trova il Parco nazionale Sirinat, inaugurato nel 1981, che si estende per 90 km². Le spiagge di questo parco erano nel 2024 tra le poche dell'isola in cui le tartarughe di mare deponevano le loro uova. Altre spiagge di rilievo sono Nai Han e Rawai nella costa meridionale. La città di Phuket, situata nel sud-est, è il centro culturale dell'isola; presenta importanti architetture civili sino-portoghesi di inizio Novecento e interessanti negozi nel centro storico, ma si affaccia sul porto locale e non ha una propria spiaggia.

## Infrastrutture e trasporti
L'unico punto di accesso stradale all'isola è il ponte Sarasin che unisce l'estremo nord di Phuket con la terraferma. Nella città di Phuket e dintorni vi sono le uniche stazioni degli autobus dell'isola, una per gli autobus a lunga percorrenza, una per i minibus a lunga percorrenza e una per autobus e songthaew in ambito locale. Vi sono fermate degli autobus lungo la strada principale dell'isola; per accedere ad alcune località si usano in prevalenza i taxi e i mototaxi. La stazione ferroviaria più vicina è a Surat Thani, a circa 200 km dal nord di Phuket.
L'Aeroporto Internazionale di Phuket si trova nel nord dell'isola e serve diverse compagnie aeree con frequenti voli su Bangkok e su molti scali internazionali. È stato ampliato e ristrutturato nel 2016, dopo che nell'anno precedente aveva registrato un totale di 13 milioni di arrivi e partenze.

## Media

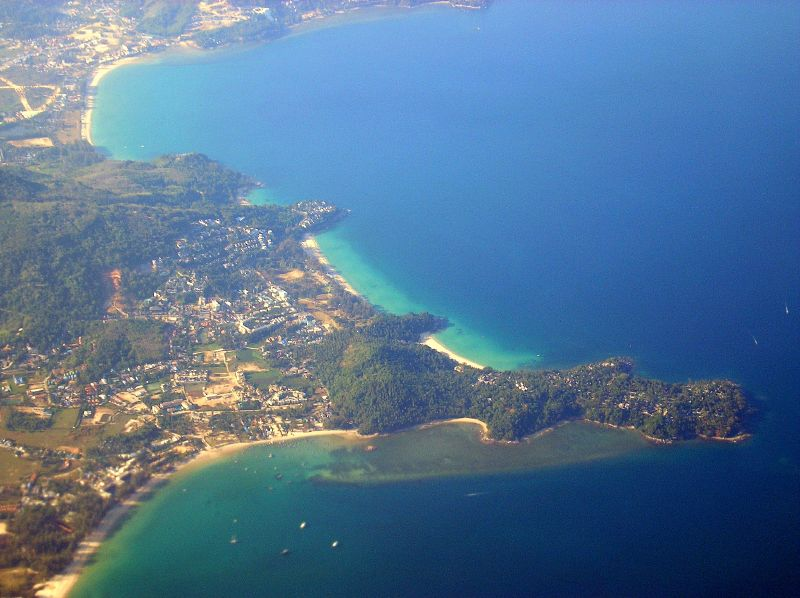
Dal basso, spiagge e baie di Bang Tao, Pansea, Surin e Kamala
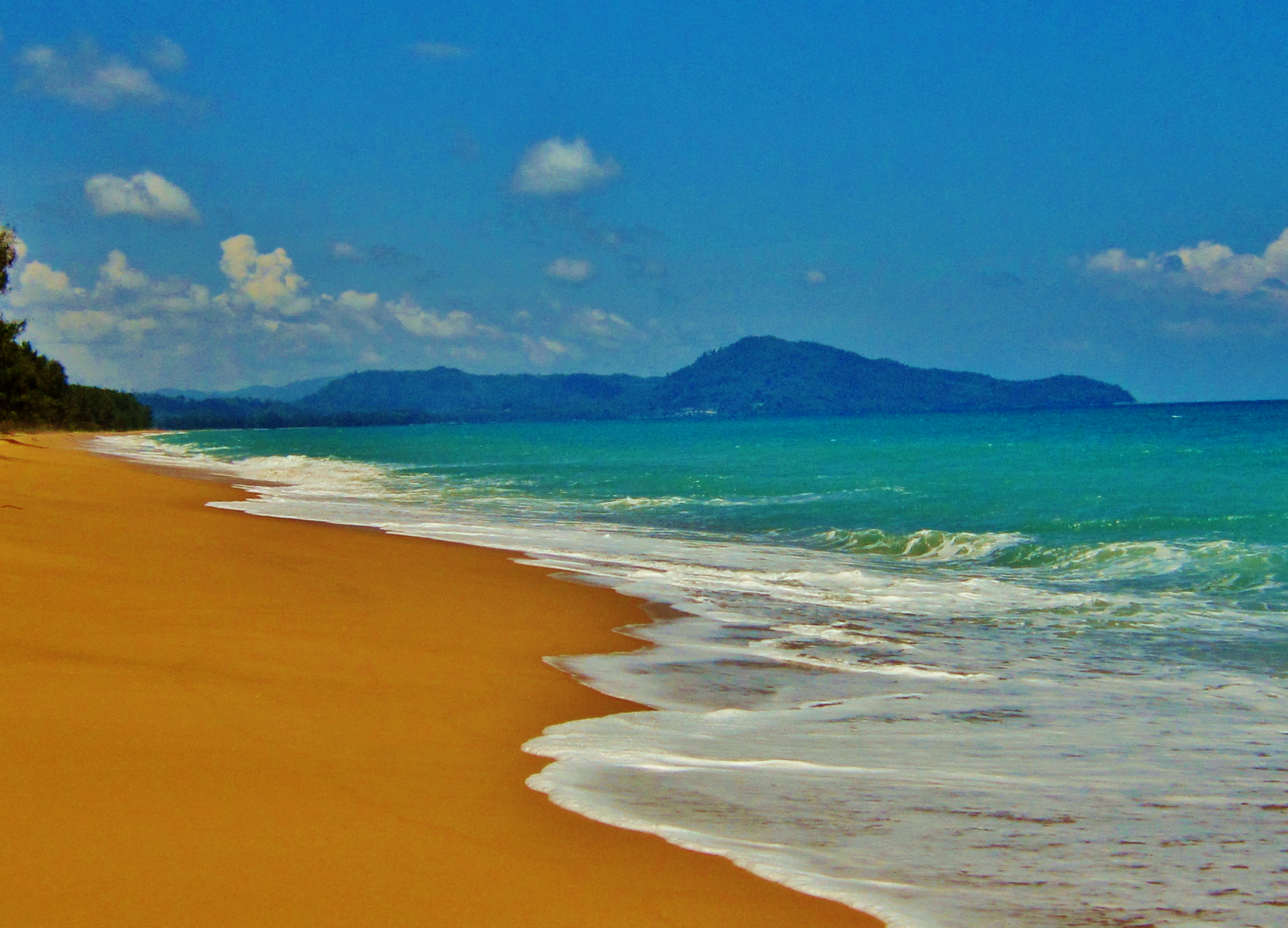
Mai Khao
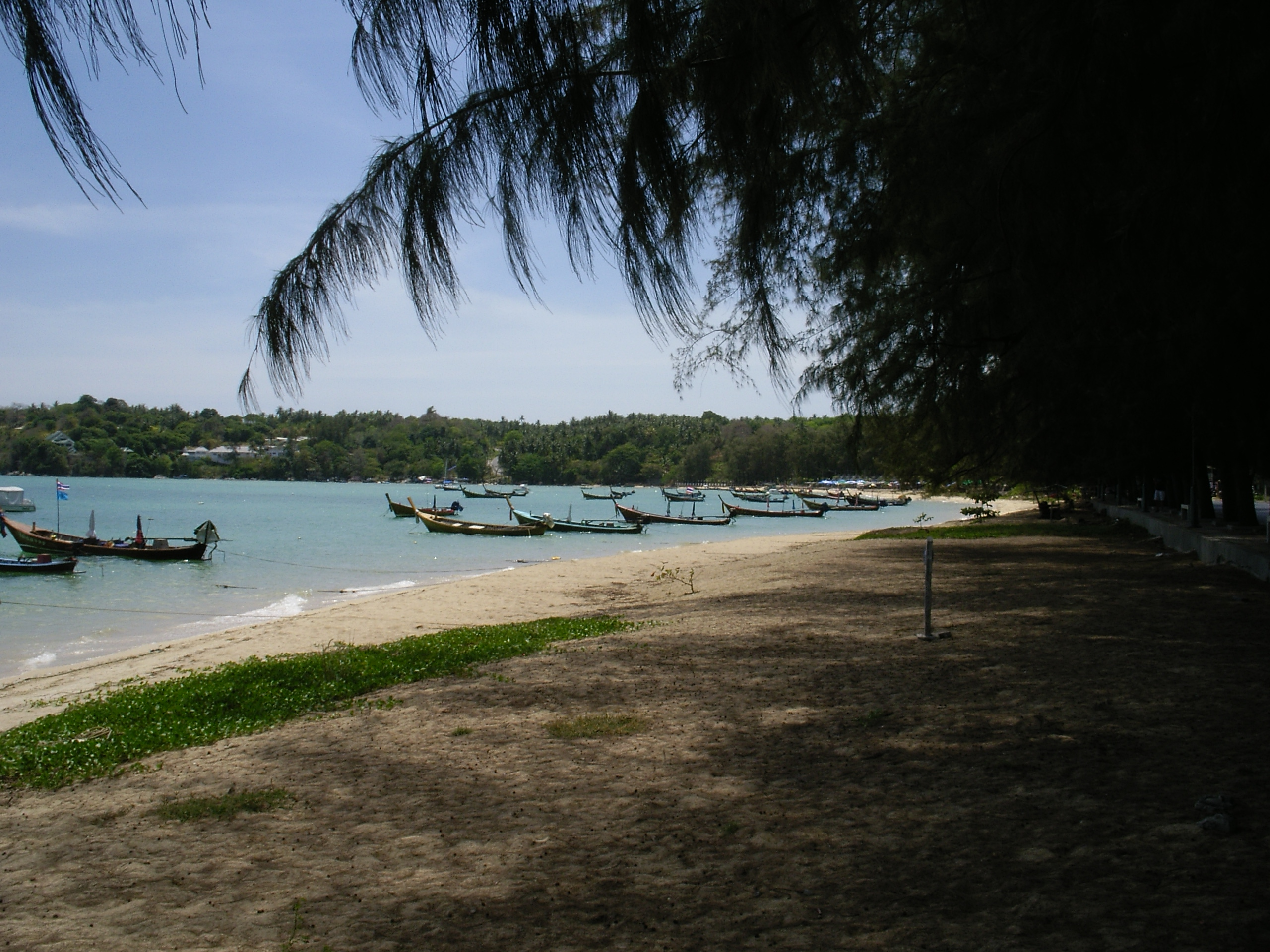
Rawai
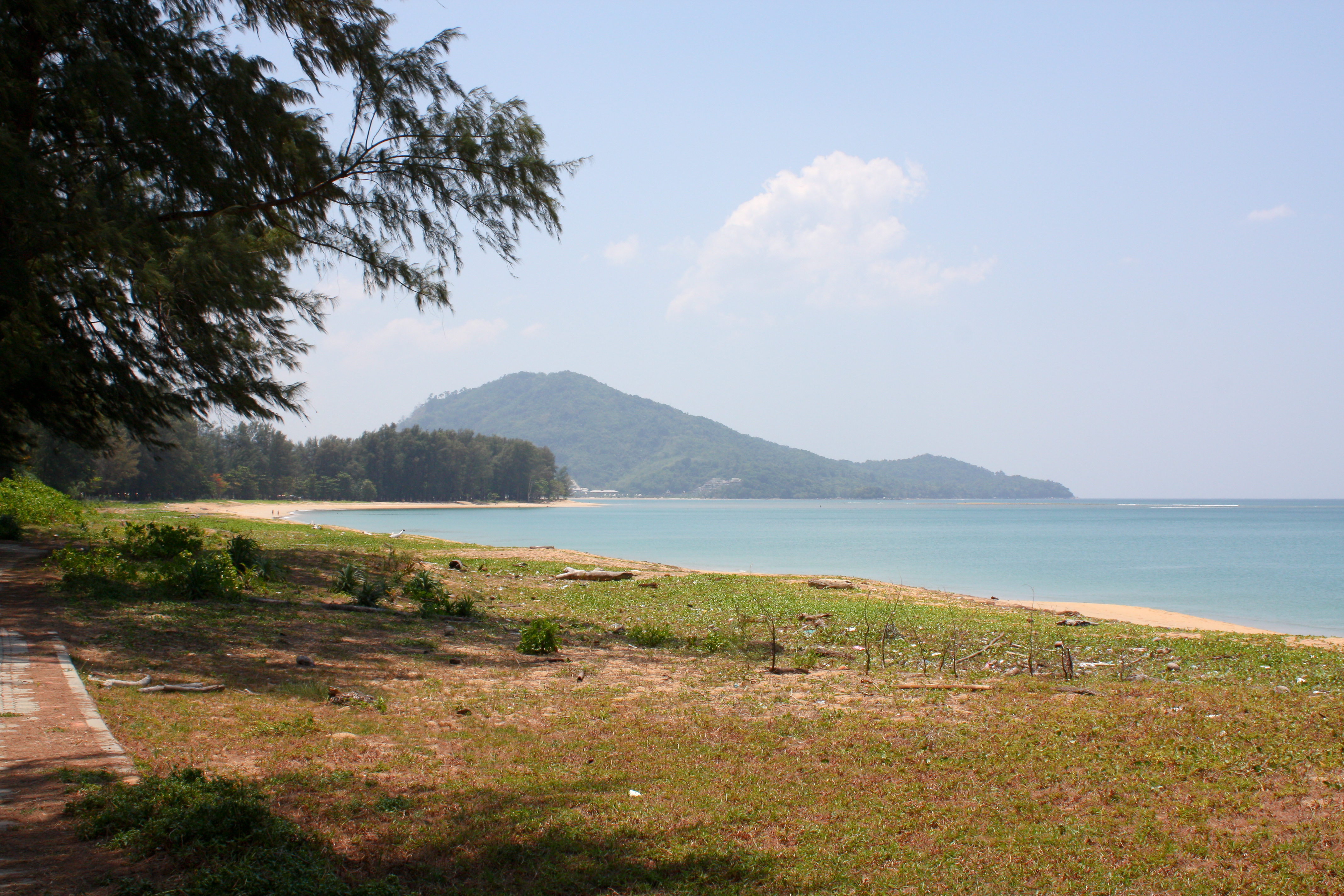
Nai Yang
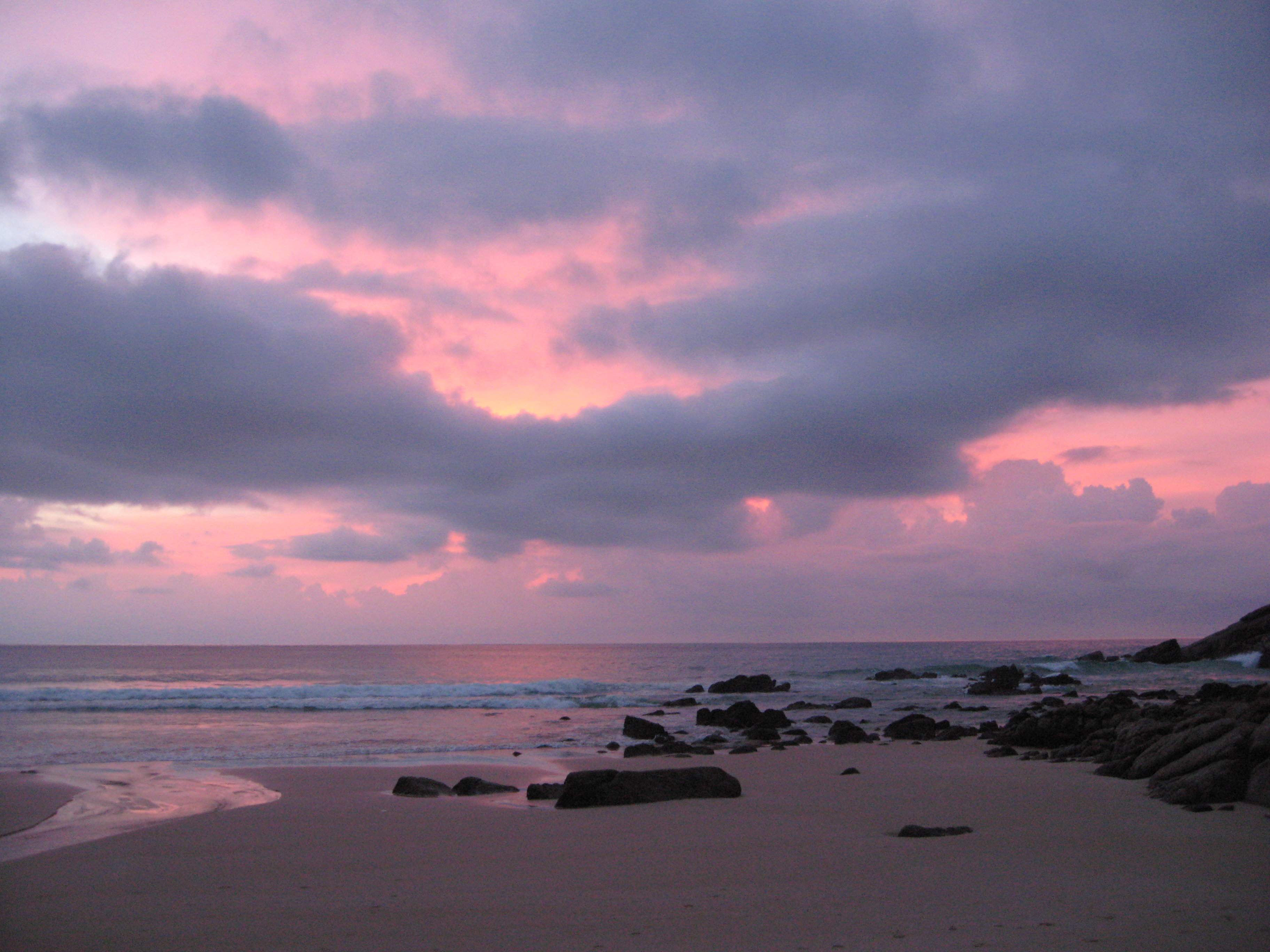
Nai Thon
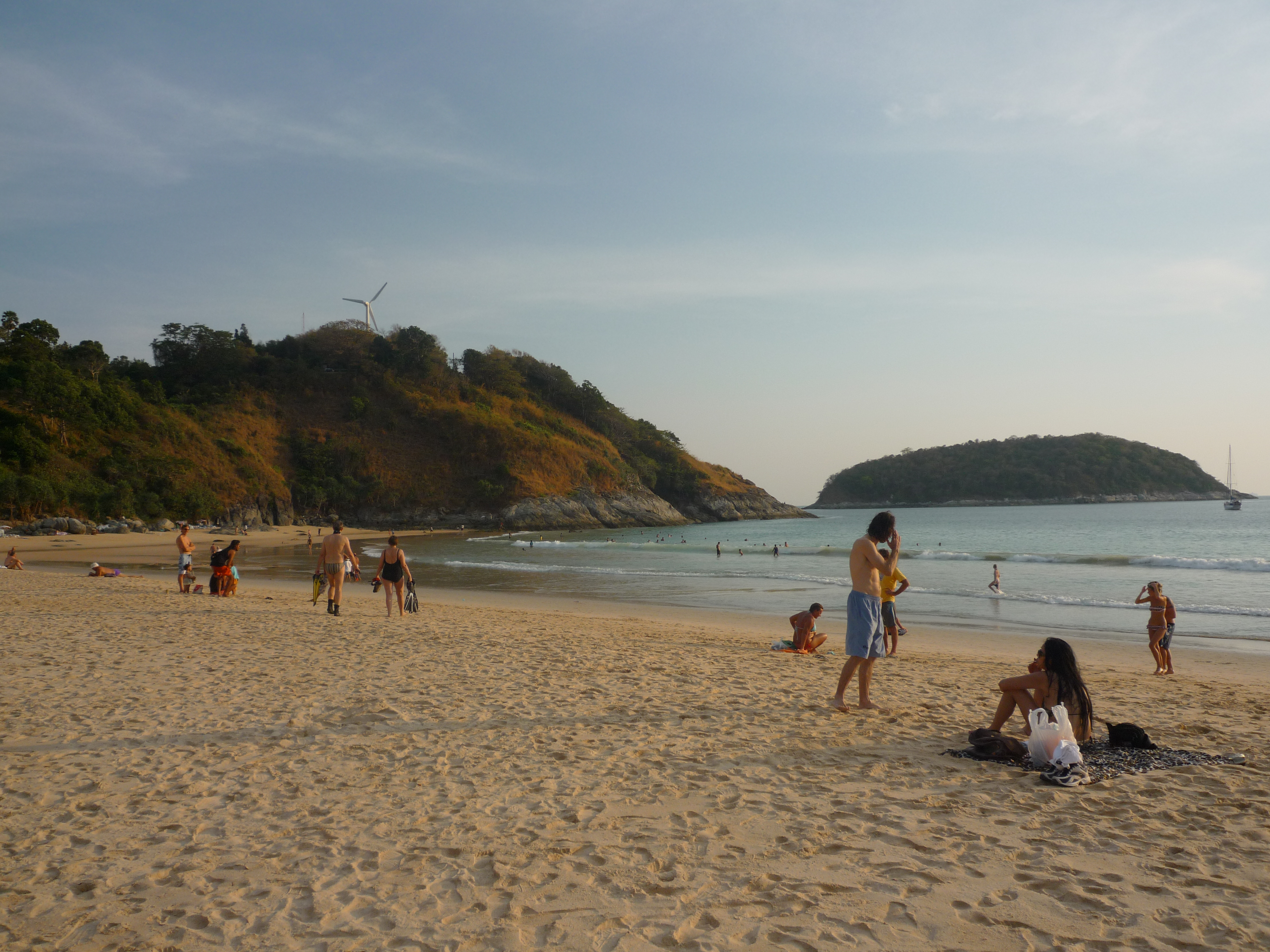
Nai Harn
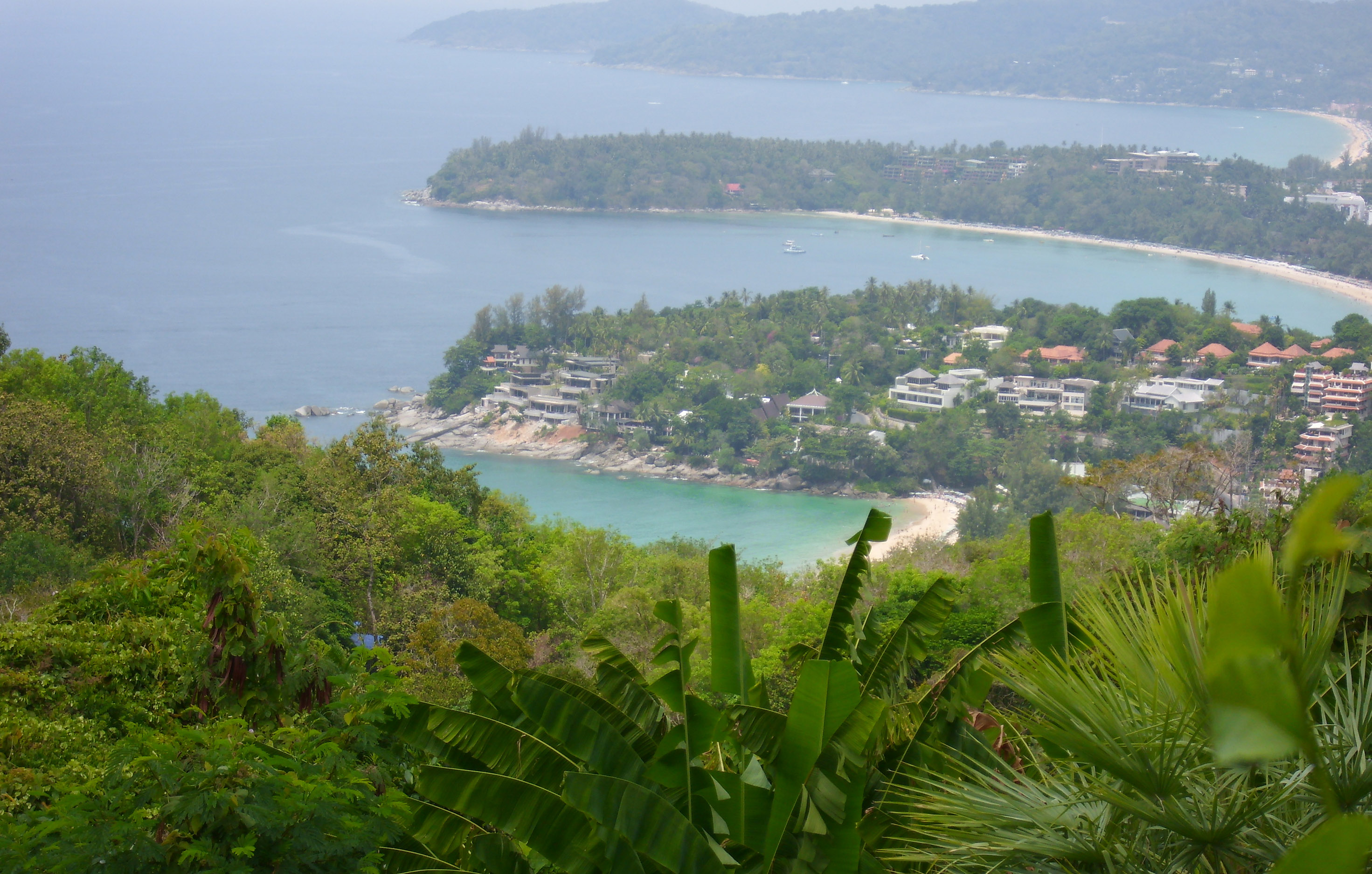
Dal basso, spiagge e baie di Karon, Kata Yai e Kata Noi
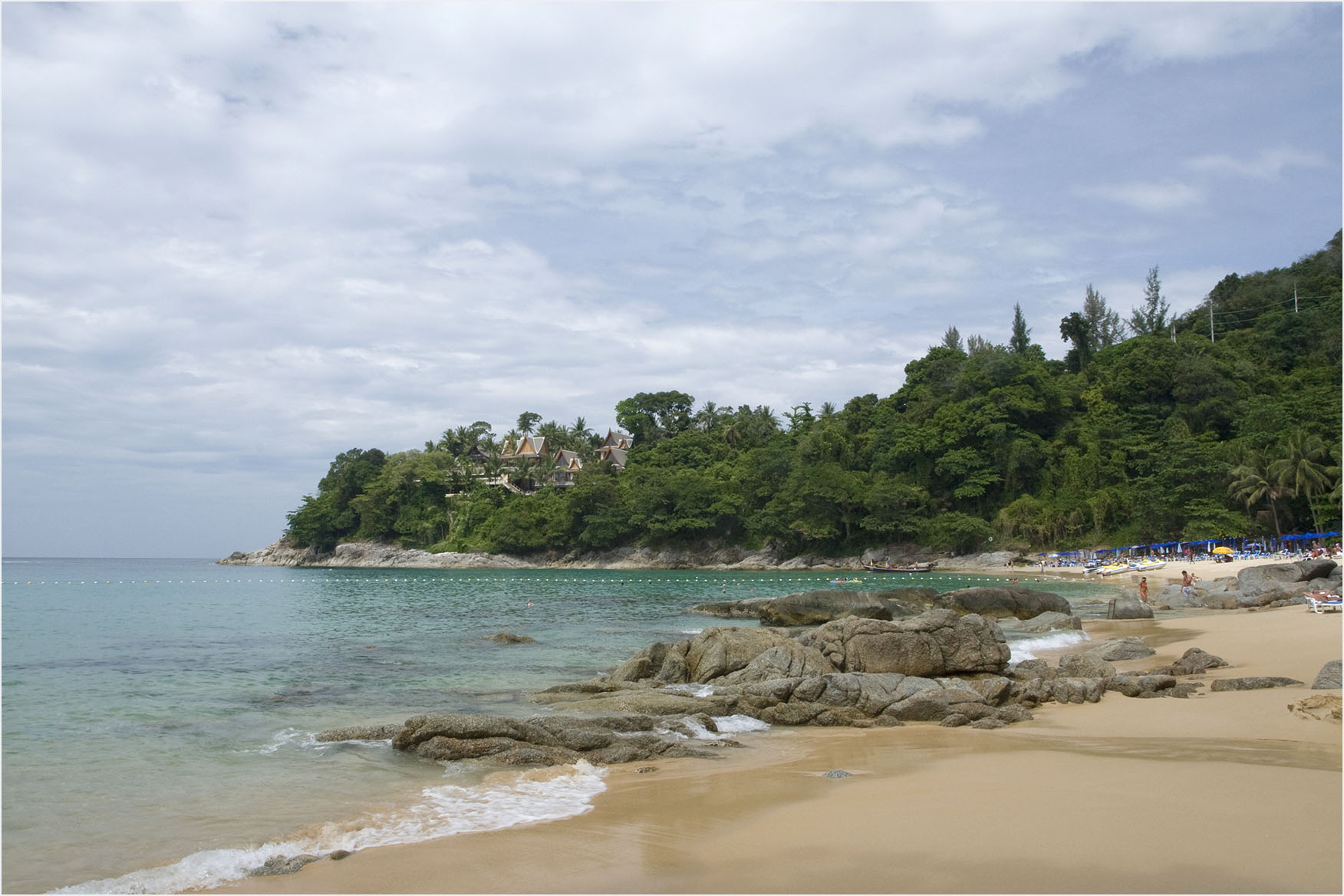
Laem Sing nel 2007